# Prothema sinuosum
Prothema sinuosum es una especie de escarabajo longicornio del género Prothema, tribu Prothemini, subfamilia Cerambycinae. Fue descrita científicamente por Holzschuh en 2007.
La especie se mantiene activa durante los meses de abril, mayo y junio.

## Descripción
Mide 11,1-15,2 milímetros de longitud.

## Distribución
Se distribuye por Laos.